# Chirita juliae
Chirita juliae är en tvåhjärtbladig växtart som beskrevs av Henry Fletcher Hance. Chirita juliae ingår i släktet Chirita och familjen Gesneriaceae. Inga underarter finns listade i Catalogue of Life.